# Temporada 1946-47 de los St. Louis Bombers
La Temporada 1946-47 fue la primera de los St. Louis Bombers en la BAA. La temporada regular acabó con 38 victorias y 23 derrotas, ocupando el segundo puesto de la División Oeste, clasificándose para los playoffs en los que cayeron derrotados en cuartos de final por los Philadelphia Warriors.

## Temporada regular
| # | División Este       | División Este | División Este | División Este | División Este |
| # | Equipo              | G             | P             | %             | PD            |
| - | ------------------- | ------------- | ------------- | ------------- | ------------- |
| 1 | x-Chicago Stags     | 39            | 22            | .639          | –             |
| 2 | x-St. Louis Bombers | 38            | 23            | .623          | 1             |
| 3 | x-Cleveland Rebels  | 30            | 30            | .500          | 8.5           |
| 4 | Detroit Falcons     | 20            | 40            | .333          | 18.5          |
| 5 | Pittsburgh Ironmen  | 15            | 45            | .250          | 23.5          |

## Playoffs

### Cuartos de final
(E2) Philadelphia Warriors vs. (O2) St. Louis Bombers: Warriors gana las series 2-1
- Partido 1 @ Philadelphia: Philadelphia 73, St. Louis 68
- Partido 2 @ St. Louis: St. Louis 73, Philadelphia 51
- Partido 3 @ St. Louis: Philadelphia 75, St. Louis 59

## Estadísticas
| Rk | Jugador            | Edad | P  | PT | MP | TC  | TCI  | %TC  | 3P | 3PI | %3P | TL  | TLI | %TL  | RO | RD | RT | AS  | RB | TAP | BP | FP  | PTS  |
| -- | ------------------ | ---- | -- | -- | -- | --- | ---- | ---- | -- | --- | --- | --- | --- | ---- | -- | -- | -- | --- | -- | --- | -- | --- | ---- |
| 1  | John Logan         | 26   | 61 |    |    | 4.8 | 17.1 | .278 |    |     |     | 3.1 | 4.2 | .748 |    |    |    | 1.3 |    |     |    | 2.2 | 12.6 |
| 2  | Belus Smawley      | 28   | 22 |    |    | 5.1 | 16.0 | .321 |    |     |     | 1.6 | 2.1 | .766 |    |    |    | 0.5 |    |     |    | 1.7 | 11.9 |
| 3  | Bob Doll           | 27   | 60 |    |    | 3.2 | 12.8 | .253 |    |     |     | 2.2 | 3.4 | .650 |    |    |    | 0.4 |    |     |    | 2.8 | 8.7  |
| 4  | George Munroe      | 25   | 59 |    |    | 2.8 | 10.6 | .263 |    |     |     | 1.5 | 2.3 | .647 |    |    |    | 0.3 |    |     |    | 1.5 | 7.0  |
| 5  | Don Putman         | 24   | 58 |    |    | 2.7 | 10.9 | .246 |    |     |     | 1.2 | 1.8 | .648 |    |    |    | 0.5 |    |     |    | 1.8 | 6.6  |
| 6  | Giff Roux          | 23   | 60 |    |    | 2.4 | 8.0  | .297 |    |     |     | 1.2 | 2.7 | .438 |    |    |    | 0.3 |    |     |    | 1.6 | 5.9  |
| 7  | Cecil Hankins      | 25   | 55 |    |    | 2.1 | 7.1  | .299 |    |     |     | 1.6 | 2.7 | .600 |    |    |    | 0.3 |    |     |    | 0.9 | 5.9  |
| 8  | John Barr          | 28   | 58 |    |    | 2.1 | 7.6  | .283 |    |     |     | 0.8 | 1.4 | .595 |    |    |    | 0.9 |    |     |    | 2.8 | 5.1  |
| 9  | Aubrey Davis       | 25   | 59 |    |    | 1.8 | 6.5  | .281 |    |     |     | 1.2 | 1.9 | .635 |    |    |    | 0.2 |    |     |    | 2.3 | 4.9  |
| 10 | Don Martin         | 26   | 54 |    |    | 1.6 | 5.6  | .293 |    |     |     | 0.2 | 0.6 | .419 |    |    |    | 0.2 |    |     |    | 1.4 | 3.5  |
| 11 | Fred Jacobs        | 24   | 18 |    |    | 1.1 | 3.8  | .275 |    |     |     | 0.7 | 1.4 | .480 |    |    |    | 0.3 |    |     |    | 1.4 | 2.8  |
| 12 | Herschel Baltimore | 25   | 58 |    |    | 0.9 | 4.5  | .202 |    |     |     | 0.6 | 1.2 | .464 |    |    |    | 0.3 |    |     |    | 1.7 | 2.4  |
| 13 | Deb Smith          | 27   | 48 |    |    | 0.7 | 2.5  | .269 |    |     |     | 0.2 | 0.4 | .429 |    |    |    | 0.1 |    |     |    | 1.0 | 1.5  |
| 14 | Ralph Siewert      | 23   | 7  |    |    | 0.1 | 1.9  | .077 |    |     |     | 0.3 | 0.7 | .400 |    |    |    | 0.0 |    |     |    | 1.1 | 0.6  |

## Galardones y récords
| Jugador    | Galardón                    |
| John Logan | 2º Mejor quinteto de la BAA |